# Santos San Cristóbal
Santos San Cristóbal Sebastián (Segovia, 13 de octubre de 1928- Mondoñedo el 9 de julio de 2020) fue un escritor, pintor, historiador y profesor español, además de canónigo de la catedral de Mondoñedo (Lugo) y fundador del museo que lleva su nombre (Museo Catedralicio y Diocesano Santos San Cristóbal) en Mondoñedo, dedicado al arte sacro, que es el más importante de Galicia y uno de los más importantes de España. Fue miembro de la Real Academia de Historia y Arte de San Quirce de Segovia, y fundador de la Asociación Cultural Santa Columba y de la revista del Museo Catedralicio de Mondoñedo.

## Biografía
Huérfano de padre a edad muy temprana y menor de tres hermanos (entre ellos destaca monseñor Antonio San Cristóbal), fue ordenado sacerdote en 1955 en Mondoñedo y se licenció en Derecho Canónico por la Universidad de Madrid. Posteriormente marchó a Francia durante una década donde escribió "Españoles en Francia". Volvió a Mondoñedo donde fundó el museo cuyas primeras salas fueron inauguradas en la primavera de 1969 por Manuel Fraga, entonces Ministro de Información y Turismo.  
Ha escrito más de treinta libros, la mayoría sobre temas históricos relacionados con la ciudad de Segovia, aunque también tiene publicada alguna novela, como Piedras de la Catedral o Sancho Panza después de la muerte de Don Quijote, una de las obras que más reconocimiento le he proporcionado.
En lo que respecta a la pintura, fue alumno de Lope Tablada, y posteriormente profesor de dibujo de EGB. Su obra está fuertemente influenciada por Tablada, y se centra en pintura al óleo y trabajos en plumilla, aunque también ha realizado numerosos pergaminos y libros miniados. Su obra ha sido expuesta tanto en España como en otros países de Europa, destacando las exposiciones realizadas en Francia, Ferrol, Lugo, La Coruña, Mondoñedo, Segovia y Soria, entre otras.
Ya jubilado, continuó su labor investigadora. El 28 de octubre de 2015 inauguró en Segovia una casa museo dedicada a la labor de su hermano en Perú.
Falleció el 9 de julio de 2020.